# Fred Plump
Fred "Coach" L. Plump, Jr. (nascido em 1946 ou 1947) é um político americano que foi membro da Câmara dos Representantes do Alabama de 2022 até sua renúncia em 2023. Membro do Partido Democrata, Plump representou o 55º distrito do estado antes de enfrentar acusações criminais de corrupção.

## Primeiros anos e carreira
Plump, residente de Fairfield, Alabama, foi convocado para o Exército dos Estados Unidos em sua juventude e serviu um ano no Vietnã. Ao retornar, ele foi membro da Guarda Nacional do Alabama por 37 anos. Ele é formado pelo Lawson State Community College, com um diploma de associado em administração de empresas, e também pela University of Alabama at Birmingham, onde obteve uma certificação em tecnologia médica de emergência. Plump também frequentou a Alabama Fire College e a Alabama Military Academy.
Em 1972, Plump foi rejeitado em um emprego no corpo de bombeiros de Birmingham, Alabama; ele processou alegando discriminação racial e venceu o caso. Plump continuou a servir no Corpo de Bombeiros de Birmingham por mais de 30 anos. Em 1982, ele processou novamente o departamento, tentando promover práticas de contratação de um para um com relação à raça. Plump se aposentou dos bombeiros em 2004, tendo alcançado a posição de tenente no Corpo de Bombeiros de Birmingham. Plump também trabalhou como gerente de casos meio período para o escritório do curador do Jefferson County, Alabama.
Plump esteve envolvido com esportes comunitários locais no condado de Jefferson por mais de 40 anos, o que lhe rendeu o apelido de "Coach". Ele fundou a Piper Davis Youth Baseball League e atuou como presidente da Magic City Youth Football League.

## Carreira política

### Primeiras eleições
Plump ingressou na política em 2006, quando concorreu à eleição para o 57º distrito da Câmara dos Representantes do Alabama. Embora tenha perdido a disputa, ele foi eleito para o comitê executivo estadual do Partido Democrata do Alabama naquele ano.
Em 2008, o governador Bob Riley fez uma nomeação para preencher uma vaga na Comissão do Condado de Jefferson; em resposta, Plump processou Riley e contestou que o governador não tinha o direito legal de fazer a nomeação sem a aprovação do Departamento de Justiça dos Estados Unidos. O desafio legal de Plump foi bem-sucedido em uma revisão de um painel federal, mas o painel não emitiu um julgamento sobre o que deveria ser feito em relação à vaga. O Condado de Jefferson optou por não preencher a vaga e, em vez disso, realizou uma eleição especial para o primeiro distrito da comissão naquele ano. Plump inicialmente não pretendia concorrer na eleição, mas foi encorajado por amigos a fazê-lo. Após declarar sua candidatura, Plump disse que se concentraria no desenvolvimento econômico e lutaria para manter o Cooper Green Mercy Hospital, que enfrentava o fechamento, aberto. Outras questões importantes de Plump incluíam educação e benefícios para idosos. Plump perdeu a eleição, terminando em terceiro lugar com 10,35% dos votos.
Plump concorreu novamente ao distrito 57 em 2010, desafiando a representante titular Merika Coleman. Ele perdeu as primárias democratas com 21% dos votos, terminando em segundo lugar atrás de Coleman.

### Eleição e mandato na Câmara dos Representantes do Alabama
Redistrictado para o 55º distrito da Câmara dos Representantes do Alabama, Plump fez outra tentativa para a casa estadual em 2022. Plump disse que decidiu concorrer novamente em 2022 por causa de sua frustração com o que ele via como inação dos representantes eleitos, acusando-os de "não se esforçarem muito para fazer as coisas". O representante titular, Rod Scott, enfrentou desafios dentro das primárias democratas do Alabama por aparente deslealdade à bancada democrata da Câmara, com a liderança democrata afirmando que Scott estava sendo "muito bipartidário". A primária democrata se tornou uma disputa com cinco candidatos, com Plump e Scott avançando para o segundo turno. A eleição no segundo turno em junho de 2022 foi acirrada a ponto de Scott solicitar uma recontagem. A recontagem confirmou que Plump venceu as primárias, derrotando Scott por apenas 33 votos.
Após derrotar Scott nas primárias democratas, Plump concorreu sem oposição nas eleições gerais e assumiu o cargo em novembro de 2022. Como representante, Plump se comprometeu a ajudar a melhorar os salários dos primeiro socorristas e professores. Ele foi designado para o Comitê Militar e de Veteranos da Câmara, onde patrocinou o Projeto de Lei 92, que expandiria as isenções de taxas para registros de veículos a todos os ex-membros e membros atuais das Forças Armadas dos Estados Unidos.

### Acusações criminais
Em maio de 2023, o Departamento de Justiça dos Estados Unidos acusou Plump de conspiração criminosa e obstrução da justiça. Os promotores federais acusaram Plump de conspirar para fraudar o Jefferson County Community Service Fund, apresentando relatórios falsos sobre o uso do fundo às autoridades do condado. O Departamento de Justiça afirmou que outro legislador da Câmara dos Representantes do Alabama direcionou US$ 400.000 para a Piper Davis Youth Baseball League, da qual Plump ainda era o diretor executivo. De acordo com a denúncia, Plump então deu US$ 200.000 em subornos a um assistente do outro legislador não nomeado. O deputado democrata John Rogers divulgou publicamente que ele era o legislador não nomeado nas acusações contra Plump e disse que havia estado em contato com o Departamento de Justiça, mas alegou sua inocência. Ao contrário de Plump, Rogers não enfrentou acusações relacionadas à investigação.
Antes de ser acusado e após uma entrevista com agentes federais, Plump supostamente enviou uma mensagem de texto para o assistente envolvido com a frase "alerta vermelho", o que levou à acusação de obstrução da justiça contra Plump. Plump se declarou culpado das acusações de conspiração criminosa e obstrução da justiça; ele concordou em renunciar ao seu cargo no legislativo como parte de seu acordo em 23 de maio de 2023, menos de seis meses após assumir o cargo. Plump também concordou em devolver pelo menos US$ 200.000 ao Jefferson County Community Service Fund. A pena máxima para as acusações de Plump inclui 20 anos de prisão e multas de US$ 250.000 cada.

## Vida pessoal
Plump e sua esposa têm cinco filhos e vários netos. Ele foi residente do primeiro distrito do condado de Jefferson, Alabama, por toda a sua vida adulta.